# Línea

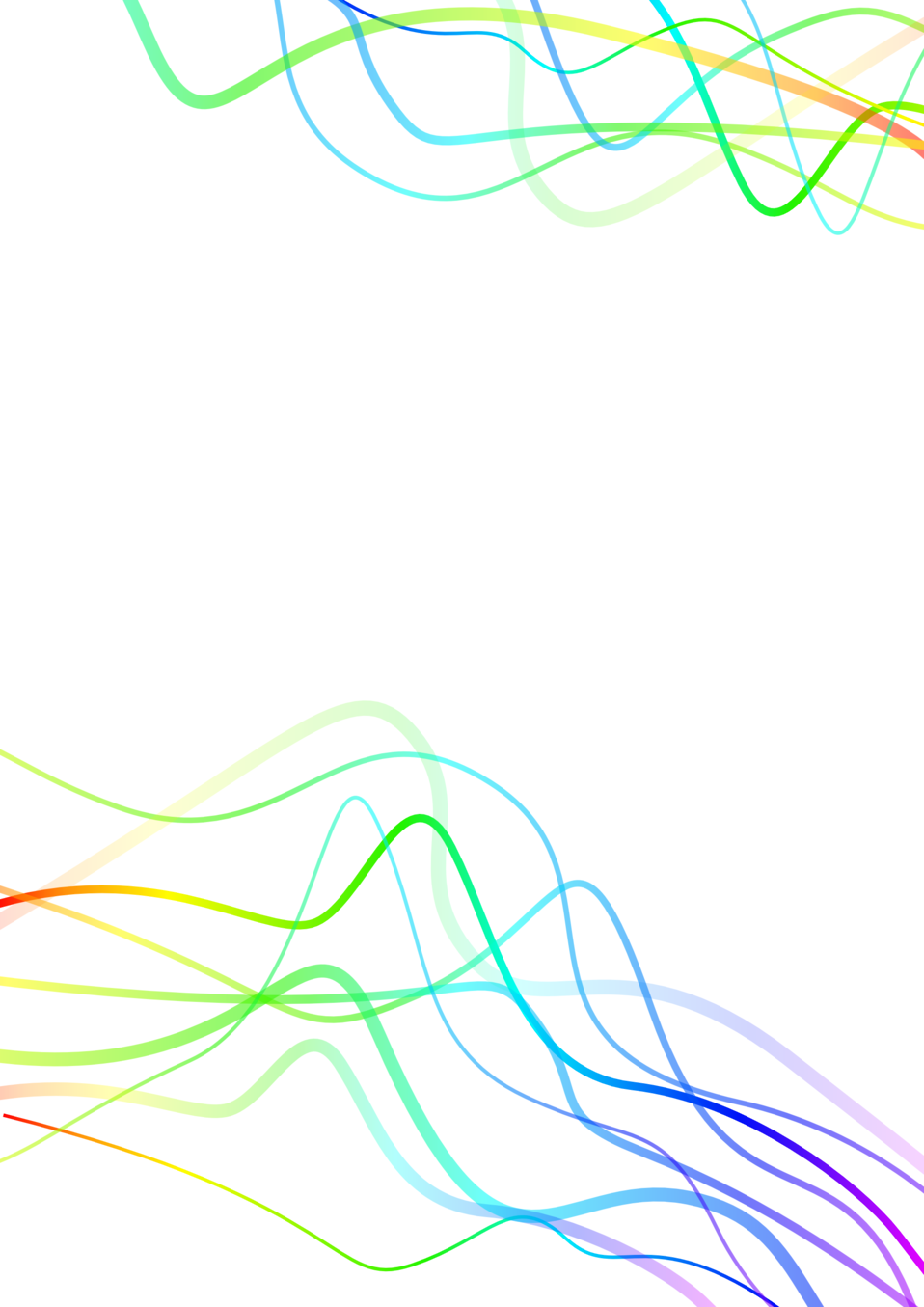
Líneas curvas.

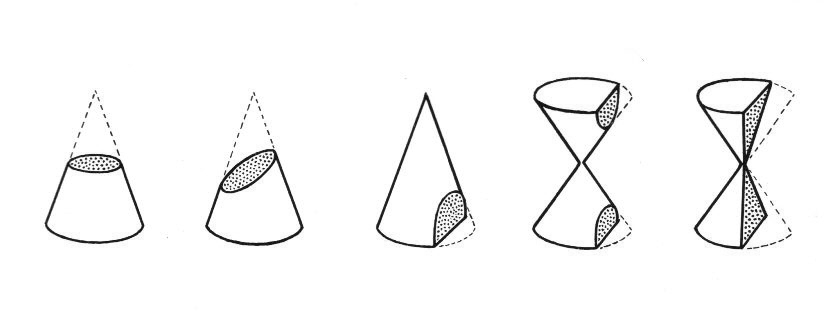
Las curvas cónicas obtenidas por la sección de un cono: Círculo y elipse son cerradas; parábola e hipérbola son abiertas. La quinta sección no obtiene una curva sino dos rectas.

Línea es la sucesión continua e indefinida de puntos, así como la forma, silueta o perfil de una figura. En artes visuales es equivalente a la raya (el trazo o línea gráfica alargada que se ejecuta sobre una superficie pictórica o la marca realizada por hendidura poco profunda en una superficie escultórica).
Como concepto matemático y geométrico, la línea está formada por un conjunto de puntos en un mismo plano. Un fragmento de línea es un segmento. La línea que mantiene siempre la misma dirección se denomina recta; la línea cuya sucesión de puntos cambia constantemente de dirección se denomina curva. Las líneas pueden ser abiertas o cerradas; aunque en el caso de las rectas no se trataría de una sola línea, sino del perímetro de un polígono, compuesto por segmentos de varias líneas rectas.

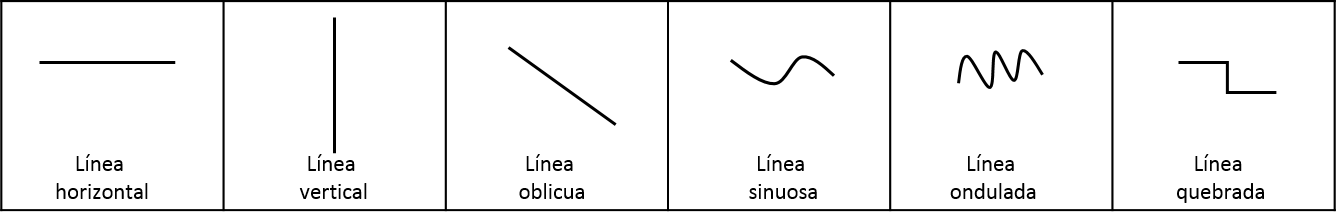
Tipos de línea.

| Línea recta horizontal continua                   |
| Línea recta horizontal discontinua (de puntos)    |
| Línea recta horizontal discontinua (de segmentos) |